# Georg Nioradze
Georg Nioradze (georgisch ნიორაძე გიორგი; geb. 1886 in Schroscha, Sestaponi; gest. 1951 in Tiflis), auch in der Schreibung Giorgi Nioraje oder Georgi Kaplanowitsch Nioradse (russisch Георгий Капланович Ниорадзе; wiss. Transliteration Georgij Kaplanovič Nioradze u. a.) war ein georgisch-sowjetischer Prähistoriker, Ethnologe und Hochschullehrer, der als Begründer der georgischen Archäologie gilt.

## Leben
Er studierte zunächst in Tiflis, anschließend in Moskau, Berlin und Hamburg, wo er 1924 mit einer Arbeit über den Schamanismus bei den sibirischen Völkern promoviert wurde. Seit war er 1925 Leiter der Abteilung für Archäologie und Ethnographie des Georgischen Staatsmuseums, seit 1926 Dozent an der Staatlichen Universität Tiflis. 1935 promovierte er in Geschichtswissenschaften und wurde im gleichen Jahr zum Direktor des Georgischen Instituts für Archäologie ernannt. Seit 1946 war er korrespondierendes Mitglied der Georgischen Akademie der Wissenschaften. Er ist Verfasser ethnologisch-anthropologischer Studien über die Georgier, Osseten, kaukasischen und sibirischen Völker, deren Religion, Kultur und Geschichte er sich verstärkt widmete. Er nahm an der Erforschung zahlreicher Denkmäler Georgiens aus verschiedenen Epochen teil. Breite Anerkennung fand seine Arbeit über die Steinzeit des Nord-Kaukasus.

„Er untersuchte die Höhlenstätten aus dem Paläolithikum in Westgeorgien (z. B. Devis-Khvreli und Sakadzhia) sowie zahlreiche archäologische Funde in Georgien, die aus verschiedenen Epochen stammen, z. B. aus dem Äneolithikum, der Bronzezeit, der frühen Eisenzeit und noch älteren Zeiten (in Didube, Mtskheta, Zemo-Avchala, Karsniskhevi, Dmanisi, Samgori, Kakheti, Naokhvamu und anderswo).“

## Publikationen (Auswahl)
- Die Berg-Ossen und ihr Land: Eine anthropologische-ethnographische Untersuchung eines kaukasischen Volkes. D. Reimer, Berlin 1923
- Der Schamanismus bei den sibirischen Völkern  Strecker & Schröder, Stuttgart 1925 (Dissertation)
- Begräbnis- und Totenkultus bei den Chewssuren. Strecker & Schröder, Stuttgart 1931
- Das Grab von Semoawtschala. In: Vestnik Gosudarstvennogo muzeia Gruzii / Bulletin du Musee de Georgie 6, 1931, S. 221–228.
- Палеолит на Кавказе, «Тр. Тбилисского Гос. университета», в. 6, 1937 (Die Altsteinzeit im Kaukasus, „Tr. Tiflis Staatsuniversität. Universität“, Bd. 6, 1937) / „Paleolit na Kavkaze“, Trudy Tbilisskogo Gudarstvennogo universiteta, Part VI (1937)
- Археологические раскопки в Колхидской низменности, «Изв. института языка, истории и материальной культуры», в. 10, Тб., 1941 (Archäologische Ausgrabungen in Kolchis Niederung „Math. Institut für Sprache, Geschichte und materielle Kultur“, Bd. 10, Tiflis. 1941) /„Arkheologicheskie raskopki v Kolkhidskoi nizmennosti“, in Izvestiia Instituta yazy- ka, istorii i material'noi kul'tury, Bd. 10 (Tbilisi, 1941)
- Chelovek paleolitichnoi epokhi v peshchere Devis-Khvreli (Tbilisi, 1933)
- Dmanissi Necropolis and some of its Peculiarities. In: Vestnik Gosudarstvennogo muzeia Gruzii Bd. 14, 1947
- Chelovek kamennogo veka v peshchere Sakadzhia (Tbilisi, 1953). A.M. Apakidze